# Adolfo Frederico II de Meclemburgo-Strelitz
Adolfo Frederico II de Meclemburgo-Strelitz (19 de outubro de 1658 — 12 de maio de 1708) foi o primeiro duque de Meclemburgo-Strelitz, reinando de 1701 até à sua morte. O seu estado fazia parte ao Sacro Império Romano-Germânico.

## Biografia
Adolfo Frederico nasceu em Grabow, poucos meses depois da morte do seu pai,  Adolfo Frederico I, Duque de Meclemburgo-Schwerin, com a sua terceira esposa, a duquesa Maria Catarina de Brunswick-Dannenberg.
Em 1695, o ramo Meclemburgo-Güstrow da Casa de Meclemburgo extinguiu-se e o sobrinho de Adolfo Frederico, Frederico Guilherme, Duque de Meclemburgo-Schwerin, apresentou a sua reivindicação à herança, algo ao qual Adolfo se opôs.
A disputa ficou resolvida em 1701, quando Adolfo Frederico chegou a acordo com o seu sobrinho e herdou o principado de Ratzenburg e o ducado de Meclemburgo-Strelitz.
Após a sua morte, Adolfo foi sucedido pelo seu filho, o duque Adolfo Frederico III.

## Casamentos e descendência
Adolfo Frederico II casou-se pela primeira vez em Outubro de 1684 com a duquesa Maria de Meclemburgo-Güstrow. Tiveram cinco filhos:
1. Adolfo Frederico III de Meclemburgo-Strelitz (7 de junho de 1686 - 11 de dezembro de 1752), casado com a duquesa Doroteia de Schleswig-Holstein-Sonderburg-Plön; com descendência.
2. Madalena de Meclemburgo-Strelitz (25 de abril de 1689 - 28 de abril de 1689), morreu com poucos dias de idade.
3. Maria de Meclemburgo-Strelitz (nascida e morta a 7 de agosto de 1690)
4. Leonor de Meclemburgo-Strelitz (8 de julho de 1691 - 9 de julho de 1691), morreu com um dia de idade.
5. Gustavina Carolina de Meclemburgo-Strelitz (12 de julho de 1694 - 13 de abril de 1748), casada com o duque Carlos Luís II de Meclemburgo-Schwerin; com descendência.

Após a morte de Maria, Adolfo Frederico voltou a casar-se no dia 20 de junho de 1702 com a duquesa Joana de Saxe-Gota-Altemburgo, filha de Frederico I, Duque de Saxe-Gota-Altemburgo e da duquesa Madalena Sibila de Saxe-Weissenfels, de quem não teve filhos.
Adolfo casou-se uma terceira vez no dia 10 de junho de 1705 com a princesa Cristiana Emília de Schwarzburg-Sondershausen, filha de Cristiano Guilherme I, Príncipe de Schwarzburg-Sondershausen e da condessa Antónia Sibila de Barby-Mühlingen. Deste casamento teve mais dois filhos:
1. Sofia de Meclemburgo-Strelitz (11 de dezembro de 1706 - 22 de dezembro de 1708), morreu com dois anos de idade.
2. Carlos Luís Frederico de Meclemburgo-Strelitz (23 de fevereiro de 1708 - 5 de junho de 1752), casado com a duquesa Sofia Albertina de Saxe-Hildburghausen; com descendência.

## Ligações familiares
Adolfo Frederico era um descente do rei Gustavo I da Suécia, e da sua segunda esposa, Margarida Leijonhufvud, através da segunda filha do casal, a princesa Catarina da Suécia. Catarina era esposa do conde Edgar II da Frísia Oriental. A Frísia Oriental teve um papel muito importante na promoção da Reforma Protestante no Sacro Império Romano-Germânico durante o século XVI e era uma aliada natural da Suécia protestante.
A filha deles, a princesa Maria da Frísia Oriental, casou-se com o conde Júlio Ernesto de Brunswick-Dannenberg e os dois eram avós maternos de Adolfo Frederico. É também um antepassado distante de Louis Mountbatten, último vice-rei da Índia.

## Genealogia
| Adolfo Frederico II de Meclemburgo-Strelitz | Pai: Adolfo Frederico I, Duque de Meclemburgo-Schwerin | Avô paterno: João VII de Meclemburgo               | Bisavô paterno: João Alberto I de Meclemburgo        |
| Adolfo Frederico II de Meclemburgo-Strelitz | Pai: Adolfo Frederico I, Duque de Meclemburgo-Schwerin | Avô paterno: João VII de Meclemburgo               | Bisavó paterna: Ana Sofia da Prússia                 |
| Adolfo Frederico II de Meclemburgo-Strelitz | Pai: Adolfo Frederico I, Duque de Meclemburgo-Schwerin | Avó paterna: Sofia de Holstein-Gottorp             | Bisavô paterno: Adolfo de Holstein-Gottorp           |
| Adolfo Frederico II de Meclemburgo-Strelitz | Pai: Adolfo Frederico I, Duque de Meclemburgo-Schwerin | Avó paterna: Sofia de Holstein-Gottorp             | Bisavó paterna: Cristina de Hesse                    |
| Adolfo Frederico II de Meclemburgo-Strelitz | Mãe: Maria Catarina de Brunswick-Dannenberg            | Avô materno: Júlio Ernesto de Brunswick-Dannenberg | Bisavô materno: Henrique III de Brunsvique-Luneburgo |
| Adolfo Frederico II de Meclemburgo-Strelitz | Mãe: Maria Catarina de Brunswick-Dannenberg            | Avô materno: Júlio Ernesto de Brunswick-Dannenberg | Bisavó materna: Úrsula de Saxe-Lauenburg             |
| Adolfo Frederico II de Meclemburgo-Strelitz | Mãe: Maria Catarina de Brunswick-Dannenberg            | Avó materna: Maria da Frísia Oriental              | Bisavô materno: Edgar II da Frísia Oriental          |
| Adolfo Frederico II de Meclemburgo-Strelitz | Mãe: Maria Catarina de Brunswick-Dannenberg            | Avó materna: Maria da Frísia Oriental              | Bisavó materna: Catarina da Suécia                   |